# Conquista carolingia de la Marca Hispánica
La conquista carolingia de la Marca Hispánica  constituye uno de los primeros episodios de la llamada Reconquista, durante la cual varios reinos cristianos emprendieron la conquista de Al-Ándalus. En efecto, la conquista carolingia empezó en 759, con el sitio de Narbona. Tras un asedio de siete años, las tropas carolingias proclamaron el fin del valiato de Narbona.
Habría que recordar que en el período 711-714 se produce la Conquista musulmana de la península ibérica, tras la que los sarracenos penetraron en la Galia, prosiguiendo su expansión hacia el norte. Pero los francos consiguieron parar la invasión islámica de Europa en la batalla de Poitiers (732), acaudillados por Carlos Martel. Desde ese momento, los francos empezaron a expulsar a los musulmanes de la Galia hasta las fronteras de Hispania.

## Campaña de 778
En 777, los gobernantes yemeníes de Al-Tagr al-Ala, enfrentados al sirio Abderramán I, el emir omeya de Córdoba, se sublevaron y se aliaron con Carlomagno, quien aceptó la oferta de los representantes musulmanes de Gerona, Barcelona y Huesca, que en la Dieta de Paderborn ofrecieron sus territorios a cambio de apoyo militar. La revuelta fue reprimida, y el fallido sitio de Saraqusta (778) contra el Taifa de Zaragoza acabó con la muerte de Sulayman ben al-Arabí a manos de su antiguo aliado Husayn de Zaragoza y la derrota de los francos en la batalla de Roncesvalles.

## Conquista de Gerona
El 785 las mismas élites locales que habían capitulado ante los musulmanes, libraron la ciudad de Gerona, que estaba gobernada por el valí de Barcelona , Matruh ben Sulayman al-Arabí, a las tropas de Carlemany, que no intervino en la campaña. Con la conquista de Gerona la primera marca estableció sus límites en la Tordera.
La conquista de Gerona provocó varias expediciones musulmanas por territorios limítrofes, entre ellas la de 793 dirigida por Abd-al-Màlik ibn Abd-al-Wàhid ibn Mughith, en la cual se asedió Gerona y Narbona, venciendo Guillermo I de Tolosa en la Batalla de Orbieu. A continuación se retiró a la Cerdaña.

## Guerra civil a la muerte de Hisham I
A la muerte de Hisham I, el Emirato de Córdoba estaba en pleno conflicto, puesto que su hijo Al-Hákam I estaba luchando contra las pretensiones de sus tíos Sulaymán y Abd-Al·lah ibn Abd-ar-Rahman, que se rebelaron a la muerte de Hisham I, y en 798, Guillermo I de Tolosa, quien en nombre de Ludovico Pío coordinaría las operaciones convocando la Dieta de Tolosa a la cual asistieron embajadores de Alfonso II de Asturias y Bahlul ibn Marzuq para definir los ataques a la frontera de al-Tagr al-Ala.

## Conquista de Barcelona
El año 800, Ludovico Pío inició la conquista de Barcelona. El valí Sadun al-Ruayni, que había evitado la revuelta de Abd-Al·lah ibn Abd-ar-Rahman, ofreció la ciudad a los carolingios, pero se desdijo, y para proteger a la ciudad del ataque enemigo, atacó a su vez Larida y Huesca, y lo provocó una revuelta en Pamplona que acabó con la soberanía musulmana.
En el otoño del 800, ya asediada Barcelona con tropas de Aquitania, Borgoña y elementos vascones y de Gotia, con maquinaria de asedio diversa, el Sadun al-Ruayni huyó para pedir ayuda y fue capturado. El cabecilla musulmán Harún, emparentado con algunos nobles de la ciudad, asumió el gobierno interino. Tras un largo asedio, el hambre hizo que los habitantes de la Barcelona musulmana, el 3 de abril del 801 abrieran las puertas a las tropas del ejército carolingio de Ludovico Pío, comandado por el duque Guillermo I de Tolosa. Los carolingios la convirtieron en la capital del Condado de Barcelona y la incorporaron a la Marca Hispánica. Bera, hijo de Guillermo I de Tolosa, va a ser nombrado primer conde de la ciudad. En esta expedición también se conquistó el Castillo-Palacio de Tarrasa, el núcleo de población más importando después de Barcelona y que dominaba el Vallès.
La frontera del Llobregat fue fuertemente reforzada, y posteriormente se hicieron tres intentos fallidos de conquista de Turtusha, en 804, 807 y 808, y Huesca en 807 y 812, mientras que Al-Hákam I intentó en 801 recuperar Pamplona, siendo derrotado en la batalla de las Conchas de Arganzón.

## Avance hasta el Ebro
La primera expedición para llevar la frontera hasta el Ebro fue dirigida por Ludovico Pío y llegó a Tarragona, destruyendo algunas aldeas. Cuando Al-Hákam I supo del ataque, mandó el joven Abd-ar-Rahman para que reuniera las tropas de Saraqusta con las del valí de Balansiya e hiciera frente al invasor. Los francos se dividieron en un lugar llamado Santa Columba, en dos cuerpos de ejército. Uno estaba mandado por el mismo Ludovico, que marchó hacia Tortosa, y el otro estaba mandado por Bera, Ademar de Narbona y Borrell de Osona, cubriendo el flanco occidental, con la misión de atacar Tortosa desde el sur. La sección de Bera pasó el Ebro cerca de la confluencia con el Cinca y llegó a Vila-Rubea, pero los ataques de los musulmanes los obligaron a retirarse, a punto de ser aniquilados en un lugar llamado Vallis Ibana, quizás Vallibona, cerca de Morella. Pudieron reunirse con Ludovico, que mientras tanto asediaba la ciudad de Tortosa durante ocho días sin resultado, y todos juntos se retiraron hacia el norte.
Carlomagno envió a su legado, Ingobert, a Tolosa porque fuera oficialmente enviado por su hijo Ludovico Pío en una nueva expedición al sur de Barcelona. Ingobert siguió la misma táctica del año 804 y dividió el ejército; el cuerpo que mandaba él marchó contra Tortosa y el otro cuerpo, mandado por Bera y Ademar de Narbona, lo tenía que rodear y atacar por el sur. Según el astrónomo, cronista oficial de los francos, en su «Vita Ludovici», al cruzar las fuerzas de Bera el río a escondidas con unas barcas preparadas, los caballos lo hicieron nadando y sus defecaciones arrastradas por la corriente fueron detectadas en Tortosa. El valí de esta ciudad atacó la sección de Bera y Ademar, que consiguieron escabullirse con pocas bajas y reunirse con el ejército de Ingobert, pero ambos se tuvieron que retirar.

## Final de la expansión
La derrota franca en la batalla de Pancorbo provocó una revuelta de los vascones contra la hegemonía franca que estableció a Íñigo Arista (m. 851) como caudillo de Pamplona. Este hecho y los fracasos de las tentativas de llevar la frontera al Ebro con los ataques a Turtusha pararon la invasión carolingia.

## Leyendas
La impronta de las gestas de Carlomagno fue intensa y potente, en parte gracias a su canonización, y así en la Cataluña Vieja se conservan bastantes leyendas de este periodo. Una de estas historias dice que Santiago el Mayor interfirió en la conquista en favor de Carlomagno, y así construyó un camino a través de los Pirineos para que sus ejércitos pudieran llegar fácilmente a España para combatir a los sarracenos. Este camino, según la leyenda, es la Vía Láctea.